# Ямище
Ямище или Ямища (на македонска литературна норма: Јамиште) е село в източната част на Северна Македония, община Пробищип.

## География
Селото е разположено високо в планината Осогово североизточно от общинския център Пробищип и югоизточно от град Кратово. Землището на Ямище е 19,7 km2, от които земеделската площ е 1954 хектара – 132 хектара обработваема земя, 429 хектара пасища и 1393 хектара гори.

## История
В XIX век Ямище е чисто българско село в Кратовска кааза на Османската империя. Според статистиката на Васил Кънчов („Македония. Етнография и статистика“) от 1900 година Ямища има 175 жители, всички българи християни.
В началото на XX век населението на Ямище е под върховенството на Българската екзархия. По данни на секретаря на екзархията Димитър Мишев („La Macédoine et sa Population Chrétienne“) в 1905 година в Ямища (Yamichta) има 120 българи екзархисти.
През септември 1910 година селото пострадва по време на обезоръжителната акция на младотурците. На 19 септември войска арестува Хараламби Давидков, обвинен в участие в убийството на Алия Гениев. Бити са селяните Костадин Тодоров, Иван Милушов, Янаки Петков, Стоян Николов, Милан Михайлов и Мара Златкова. Жандармерията остава няколко дни разквартирувана в селото и го опустошава. Арестувани са коджабашията Яне, Мара Харалабова, Стоян Николов и Теодоси Давидков.
В 2002 година в Ямище има 10 жители (5 мъже и 5 жени), които живеят в 76 домакинства, а в селото има общо 72 жилища.

## Личности
Родени в Ямище
- Авксенти Иванов, български революционер, четник на Владимир Хаджиниколов в 1914 година[5]
- Димитър Иванов – Кратовски (1889 – след 1950), български революционер
- Иван Стоянов Мойсов (1888 – след 1950), български революционер
- Серафим Велков (1850 – 26 май 1925), български революционер, деец на ВМРО[6]